# アンドレア・ドーリア (駆逐艦)
アンドレア・ドーリア（Andrea Doria, D 553）は、イタリア海軍の駆逐艦。ホライズン計画におけるイタリア採用版であるアンドレア・ドーリア級駆逐艦の1番艦。艦名はルネサンス期ジェノヴァ出身の提督であったアンドレア・ドーリアに由来し。その名を持った艦は1885年に進水したルッジェーロ・ディ・ラウリア級装甲艦3番艦「アンドレア・ドーリア」から数えて4隻目になる。

## 艦歴
「アンドレア・ドーリア」は、フィンカンティエリリヴァ・トリゴソ造船所で2002年7月19日に起工し、2005年10月15日に進水、2007年12月22日に海軍に引き渡され就役する。
進水後の2005年10月から2006年10月まで海上公試を実施し、ラ・スペツィアに所在するムッジャーノ造船所（Muggiano）にて最終工程を手がける。2007年12月22日に海軍に納入され、システム、管制および通信機能の継続試験を実施後、2009年6月に完全作戦能力を獲得するに至る。